# 金平桂一郎
金平 桂一郎（かねひら けいいちろう、1965年11月3日 - ）は、日本のプロボクシング・プロモーター。元協栄ボクシングジム会長。東京都渋谷区出身。

## 来歴・人物
協栄ボクシングジム創始者金平正紀の長男として出生し、幼い頃からプロボクシングに親む。実父の側近が創設した山神ボクシングジムオープンにも参加。当時は赤坂の5階建てのマンションに住んでいたが、母親が厳格な人物で、常日頃から「誰のおかげでご飯を食べていると思ってるんだ」と言われ、食事は自室もしくは台所の隅で済ませる日々だった。ただし食事そのものはステーキやスッポンなどの豪華なものだったという。
明大中野高を卒業（元プロ野球選手の武田一浩は同級生、現三迫ボクシングジム会長三迫貴志は後輩）後、1990年にロシア・サンクトペテルブルクのレスガフト記念体育大学へ留学した。協栄ボクシングジムの事務員だった真由美夫人と帰国後の1994年12月に結婚。1999年3月、実父正紀の死去に伴い、協栄ボクシングジム会長に就任した。この際、ジムの経営状態を経理担当者に確認したところ、30億円もの借金を抱えていることを初めて知り途方に暮れたという。
2007年10月11日のプロボクシングWBC世界フライ級タイトルマッチにおいて観客全員に傷害保険をかけ、リング外での災厄に備えた。
2006年夏頃、胃潰瘍を患い87kgあった体重が2007年10月においては65kgまでに激減した。
吝嗇家ではあるが、ロンドンオリンピック金メダリスト村田諒太獲得を目指し契約金1億円を用意していた。
2014年12月31日、WBA・WBO世界スーパーバンタム級王者ギレルモ・リゴンドウの来日を実現させ、大阪府立体育会館で天笠尚とのタイトルマッチを主催した。
2019年12月7日、金平桂一郎会長が経営者とのトラブルを理由に、9日に日本プロボクシング協会、日本ボクシングコミッション（JBC）に休会手続きを申請することを明かした。この発表に対し、協栄ボクシングジムの公式サイトは「当ジムが発表したものではなく、活動休止を予定している事実もない」と否定したが、金平は予告通り9日に東日本プロボクシング協会に休会届を提出して即時受理されたため、プロボクシングジムとしての活動は休止することが決まった。私生活でも、この頃妻と離婚するなどトラブルが重なり、一時は鬱病との診断も受けた。
2020年に入り、協栄OBでトレーナーを務めていた瀬藤幹人が会長となり、旧協栄ジムを引き継いで「協栄新宿ボクシングジム」として東日本ボクシング協会に新規加盟を申請。2020年2月13日に理事会で加盟が承認された。瀬藤会長は「14人目（の世界王者）を育てたい」としたが、金平はあくまで協栄と協栄新宿は別のジムであることを自身のYouTubeチャンネルにて述べた。
協栄ジムを離れた後はボクシング以外の仕事に就くが、程なく新型コロナウイルス感染症の流行により仕事もままならない状態となる。2021年5月には自らも新型コロナに感染し、18日間の入院生活を送る。入院中にたまたまテレビで流れていた大谷翔平のプロ野球中継を目にして、改めてボクシング界での再起を決意したという。
2022年に金平は協栄新宿ボクシングジムの協栄ボクシングジムへの名称変更を承諾し、8月1日付で名称変更された。これに伴い、仮に金平が休会から5年以内に認められている復会を希望しても、協栄ジムの名前では申請が通らないことになる見通しである。
2022年12月27日、旧協栄ジムOBの元世界2階級王者、亀田和毅が大阪市西成区に設立するTMK GYMの会長に迎えられることが発表された。これにより西日本協会への転籍ではあるものの、日本プロボクシング協会に3年ぶりの復帰を果たすことになる。元々同年8月に、和毅から金平に「もう若くないので思い残すことのないボクサー人生を送りたい。そのために新しいジムを作りたい」という相談があったことがきっかけだったという。2023年現在はTMK GYM近くのアパートで一人暮らし。

## 著書
- 『拳の真相 わが父と11人のチャンピオンたち』（双葉社、2009年1月14日発行 ISBN 978-4-575-30100-7）
- 『非エリートが世界を制す』（アスペクト）